# Clan Mackenzie
Il Clan Mackenzie è un clan scozzese, tradizionalmente associato a Kintail e alle terre nel Ross-shire nelle Highland. Le genealogie tradizionali tracciano gli antenati dei capi Mackenzie al XII secolo. Tuttavia, il primo dei capi Mackenzie registrato da prove contemporanee è Alexander Mackenzie di Kintail che morì all'incirca dopo il 1471. Tradizionalmente, durante le guerre di indipendenza scozzesi, i Mackenzie sostennero Robert the Bruce, ma ebbero una contesa con i conti di Ross nella seconda parte del XIV secolo. Durante i secoli XV e XVI i Mackenzies ebbero contese con i clan vicini dei Munro e MacDonald. Nel XVII secolo il capo clan Mackenzie fu creato conte di Seaforth fra i pari di Scozia. Durante la guerra civile scozzese del XVII secolo i Mackenzies sostennero ampiamente i realisti. Durante l'insurrezione giacobita del 1715 il capo ed il clan dei Mackenzie appoggiarono la causa giacobita. Tuttavia, nella successiva insurrezione giacobita del 1745 il clan fu diviso con il capo, Kenneth Mackenzie, Lord Fortrose, che sosteneva il governo dei britannici-hannoveriani mentre il suo parente, George Mackenzie, III conte di Cromartie, appoggiava la causa giacobita.